# Enfants jouant aux billes
Enfants jouant aux billes je francouzský němý film z roku 1896. Režisérem je Louis Lumièr (1864–1948). Film měl premiéru 4. října 1896.
Krátké polodokumentární filmy, jako je tento, které zobrazovaly skupiny dětí, byly v počátcích kinematografie velmi populární. Děti, jejichž jména nejsou známa, se totiž chovaly velmi přirozeně.

## Děj
Film zachycuje chlapce, jak si hrají s kuličkami. Jejich hře přihlíží velká skupina chlapců a dívek.